# جاون بوش
جاون بوش (انگلیسی: Jon Busch؛ زادهٔ ۱۸ اوت ۱۹۷۶) یک بازیکن فوتبال اهل ایالات متحده آمریکا است.
وی همچنین در تیم ملی فوتبال ایالات متحده آمریکا بازی کرده است.